# Вежиця
Ве́жиця — село в Україні, у Старосільській сільській громаді Сарненського району Рівненської області. Населення становить 1105 осіб.
День села — 27 вересня на свято Воздвиження Хреста Господнього.
17 травня 2018 року увійшло до складу Старосільської сільської громади

## Населення
За переписом населення 2001 року в селі мешкало 908 осіб.

### Мова
Розподіл населення за рідною мовою за даними перепису 2001 року:
| Мова       | Відсоток |
| ---------- | -------- |
| українська | 99,67 %  |
| білоруська | 0,22 %   |
| російська  | 0,11 %   |

## Пам'ятки

### «Свята хвоїна» або Цар-дерево
Величезна сосна з кількома кремезними розгалуженнями-«пасинками» стоїть в південній частині с. Вежиця на старій піщаній дорозі з с. Черемель (Чермень). За переказами дерево вбирали ритуальними тканинами (намітками, хустками, полотном, стрічками), під його густою кроною ховалися від дощу пастухи та подорожні, біля нього було джерело, приблизно на початку ХХ ст. біля дерева була встановлена каплиця, на Водохреще хресним ходом вежичани ходили до каплички і святили воду з джерела, вішали на дерево «оброки». Років з 30 тому дерево почало висихати, тоді ж зникло і джерело, нині дерево поступово руйнується, лишився тільки стовбур з кількома розгалуженнями, хвої на якому вже немає. Нині дерево залишається важливим сакральним об’єктом для вежичан – «оберігає, спасає село», сюди приходять хресним ходом на свято Маковія, звершується служба біля каплиці, проте, окремі люди можуть приходити до дерева в будь-який час, незалежно від релігійних свят.

## Відомі люди

### Народилися
- Кузьмич Сергій Огійович (1925—2004) — український військовик.